# ポンペイウの定理
ポンペイウの定理（ポンペイウのていり、Pompeiu's theorem）は、ルーマニアのポンペイウ（Dimitrie Pompeiu）が1936年に発表した、平面幾何学における定理である。内容は初等的であるが、古くより知られたものではない。

## 概要
定理の内容は次の通りである。
平面上に正三角形 ABC と任意の点 P が与えられたとき、線分 PA, PB, PC の長さを各辺にもつ三角形が必ず存在する。
ここに、「PA, PB, PC の長さを各辺に持つ三角形が存在する」とは、三角不等式
PA + PB ≥ PC
PB + PC ≥ PA
PC + PA ≥ PB
が成立することを意味する。ただし、どれかの等号が成立する場合、三角形はつぶれているのであり、これを「退化した三角形」と呼ぶことにする。この定理において、三角形が退化するための必要十分条件は、点 P が三角形 ABC の外接円上に位置することである。

## 証明
この定理は簡潔に証明できる。点 C を中心とした60°の回転によって、A, B, C, P がそれぞれ A', B', C', P' に移るとする。このとき、A' = B, C' = C である。∠PCP' = 60° かつ PC = P' C であるから、∆PCP' は正三角形であり、PC = PP' である。また、PA = P' A' = P' B であるから、∆PBP' の三辺は PA, PB, PC の長さに等しく、これが求める三角形である。P, B, P' が同一直線上に並ぶ場合は三角形が退化するが、そのための条件はトレミーの定理より直ちに求まる。

## 類似の定理
ポンペイウの定理は、3次元空間内で考えて、P が正三角形 ABC と同一平面上にない場合でも成立する。また、辺を一つ増やしたバージョンもある。すなわち、
平面上に正方形 ABCD と任意の点 P が与えられたとき、線分 PA, PB, PC, PD の長さを各辺にもつ四角形が必ず存在する。